# 8326 Paulkling
8326 Paulkling è un asteroide della fascia principale. Scoperto nel 1981, presenta un'orbita caratterizzata da un semiasse maggiore pari a 2,3919798 UA e da un'eccentricità di 0,2009666, inclinata di 2,14608° rispetto all'eclittica.